# چهارباغ، سغد
چهارباغ (سغد) که پیشتر لنین‌آباد نامیده می‌شد، جماعت و شهرکی در شمال غربی تاجیکستان است که در ناحیهٔ استروشن ولایت سغد قرار دارد. جمعیت این جماعت ۱۱٬۴۶۸ نفر است.